# No Remorse (альбом)
No Remorse (с англ. — «Без угрызений совести») — первый сборник британской рок-группы Motörhead, выпущенный 15 сентября 1984 года на лейбле Bronze Records. Помимо старых хитов, включает также четыре новых композиции. Последний альбом, изданный на Bronze Records и первый, записанный четырьмя участниками.

## Об альбоме
В 1983 году, вскоре после издания альбома Another Perfect Day гитарист Брайан «Роббо» Робертсон покинул группу. Чтобы найти ему замену Лемми устроил прослушивание, после которого в состав Motörhead вошло сразу двое музыкантов: Фил Кэмпбелл и Мик «Würzel» Бёрстон. Первоначально планировалось найти только одного гитариста, но когда Лемми услышал как Кэмпбелл и Берстон играют вместе, не удержался и пригласил обоих. Позднее, в 1984 году, из группы ушёл ударник Фил «Philthy Animal» Тейлор и, по рекомендации Кэмпбелла, был заменён Питом Гиллом, экс-барабанщиком Saxon. Лейбл Bronze Records, опасаясь, что новым составом группе будет сложно поддерживать популярность потребовал чтобы группа выпустила сборник. Узнав об этом Лемми настоял, чтобы в альбом вошли несколько новых песен. В итоге были записаны пять новых композиций, четыре из которых были изданы на альбоме (пятая, «Under the Knife», издавалась как бонус-трек): «Snaggletooth», «Steal Your Face», «Locomotive» и «Killed by Death», которая вышла синглом, став первым синглом группы, записанным в новом составе.
В поддержку альбома, с 24 октября по 7 ноября 1984 года, группа провела концертный тур «No Remorse — Death on the Road' tour», который включал в себя несколько выступлений на различных телешоу.
В 2002 году группа записала песню «No Remorse», которая вошла в студийный альбом Hammered.

## Список композиций
| №  | Название             | Автор(ы)                              | Оригинальное издание          | Длительность |
| -- | -------------------- | ------------------------------------- | ----------------------------- | ------------ |
| 1. | «Ace of Spades»      | Лемми, Эдди Кларк, Фил Тейлор         | Ace of Spades                 | 2:48         |
| 2. | «Motorhead»          | Лемми                                 | Motorhead                     | 3:37         |
| 3. | «Jailbait»           | Лемми, Кларк, Тейлор                  | Ace of Spades                 | 3:33         |
| 4. | «Stay Clean»         | Лемми, Кларк, Тейлор                  | Overkill                      | 2:42         |
| 5. | «Too Late, Too Late» | Лемми, Кларк, Тейлор                  | Сторона «Б» сингла «Overkill» | 3:26         |
| 6. | «Killed by Death»    | Лемми, Фил Кэмпбелл, Würzel, Пит Гилл | No Remorse                    | 4:42         |

| №   | Название                | Автор(ы)                        | Оригинальное издание | Длительность |
| --- | ----------------------- | ------------------------------- | -------------------- | ------------ |
| 7.  | «Bomber»                | Лемми, Кларк, Тейлор            | Bomber               | 3:43         |
| 8.  | «Iron Fist»             | Лемми, Кларк, Тейлор            | Iron Fist            | 2:54         |
| 9.  | «Shine»                 | Лемми, Тейлор, Брайан Робертсон | Another Perfect Day  | 3:11         |
| 10. | «Dancing on Your Grave» | Лемми, Тейлор, Робертсон        | Another Perfect Day  | 4:30         |
| 11. | «Metropolis»            | Лемми, Кларк, Тейлор            | Overkill             | 3:37         |
| 12. | «Snaggletooth»          | Лемми, Кэмпбелл, Würzel, Гилл   | No Remorse           | 3:51         |

| №  | Название             | Автор(ы)                                                | Оригинальное издание          | Длительность |
| -- | -------------------- | ------------------------------------------------------- | ----------------------------- | ------------ |
| 1. | «Overkill»           | Лемми, Кларк, Тейлор                                    | Overkill                      | 3:12         |
| 2. | «Please Don’t Touch» | Джонни Кидд, Гай Робинсон                               | St. Valentine’s Day Massacre  | 2:49         |
| 3. | «Stone Dead Forever» | Лемми, Кларк, Тейлор                                    | Bomber                        | 4:54         |
| 4. | «Like a Nightmare»   | Лемми, Кларк, Тейлор                                    | Сторона «Б» сингла «No Class» | 4:28         |
| 5. | «Emergency»          | Келли Джонсон, Ким МакОлифф, Энид Уильямс, Денис Дюфорт | St. Valentine’s Day Massacre  | 3:00         |
| 6. | «Steal Your Face»    | Лемми, Кэмпбелл, Würzel, Гилл                           | No Remorse                    | 4:31         |

| №   | Название                  | Автор(ы)                                     | Оригинальное издание   | Длительность |
| --- | ------------------------- | -------------------------------------------- | ---------------------- | ------------ |
| 7.  | «Louie, Louie»            | Ричард Берри                                 | «Louie Louie» (сингл)  | 3:43         |
| 8.  | «No Class»                | Лемми, Кларк, Тейлор                         | Overkill               | 2:41         |
| 9.  | «Iron Horse/Born to Lose» | Тейлор, Мик Браун, Гай Лоуренс               | Motorhead              | 3:48         |
| 10. | «(We Are) the Road Crew»  | Лемми, Кларк, Тейлор                         | Ace of Spades          | 3:12         |
| 11. | «Leaving Here» (Live)     | Ламонт Дозье, Брайан Холланд, Эдвард Холланд | «Leaving Here» (сингл) | 3:05         |
| 12. | «Locomotive»              | Лемми, Кэмпбелл, Würzel, Гилл                | No Remorse             | 3:25         |

| №   | Название                                                                    | Автор(ы)                      | Длительность |
| --- | --------------------------------------------------------------------------- | ----------------------------- | ------------ |
| 13. | «Under the Knife»                                                           | Лемми, Кэмпбелл, Würzel, Гилл | 3:50         |
| 14. | «Under the Knife»                                                           | Лемми, Кэмпбелл, Würzel, Гилл | 4:34         |
| 15. | «Masterplan» (В исполнении Лемми, Тейлора, Уэнди О. Уильямс и Ричи Стоттса) | Ричи Стоттс, Род Свенсон      | 2:55         |
| 16. | «No Class» (В исполнении Plasmatics)                                        | Лемми, Кларк, Тейлор          | 2:32         |
| 17. | «Stand by Your Man» (В исполнении Лемми и Уэнди О. Уильямс)                 | Билли Шеррилл, Тэмми Уайнетт  | 3:06         |

- Оригинальное издание альбома не содержит композиции «Louie, Louie», «Leaving Here» и бонус-треков.

## Участники записи
- Иэн Фрэйзер «Лемми» Килмистер — бас-гитара, вокал
- Фил Кэмпбелл — соло-гитара
- Мик «Würzel» Бёрстон — соло-гитара
- Пит Гилл — ударные

### А также
- Эдди Кларк — соло-гитара
- Брайан Робертсон — соло-гитара
- Фил Тейлор — ударные
  - В записи всех треков участвовал только Лемми, остальные участники — только в отдельных треках

## Позиции в чартах
| Год  | Чарт            | Позиция |
| ---- | --------------- | ------- |
| 1984 | UK Albums Chart | 14      |

## Продажи и сертификация
| Страна         | Продажи | Статус     |
| -------------- | ------- | ---------- |
| Великобритания | 60,000  | Серебряный |